# 葛民輝
葛民輝（英語：Eric Kot Man Fai，1966年12月30日—），香港電台節目主持、演員及導演，其流行組合軟硬天師成員的「軟天師」身份最廣為人知。

## 簡歷

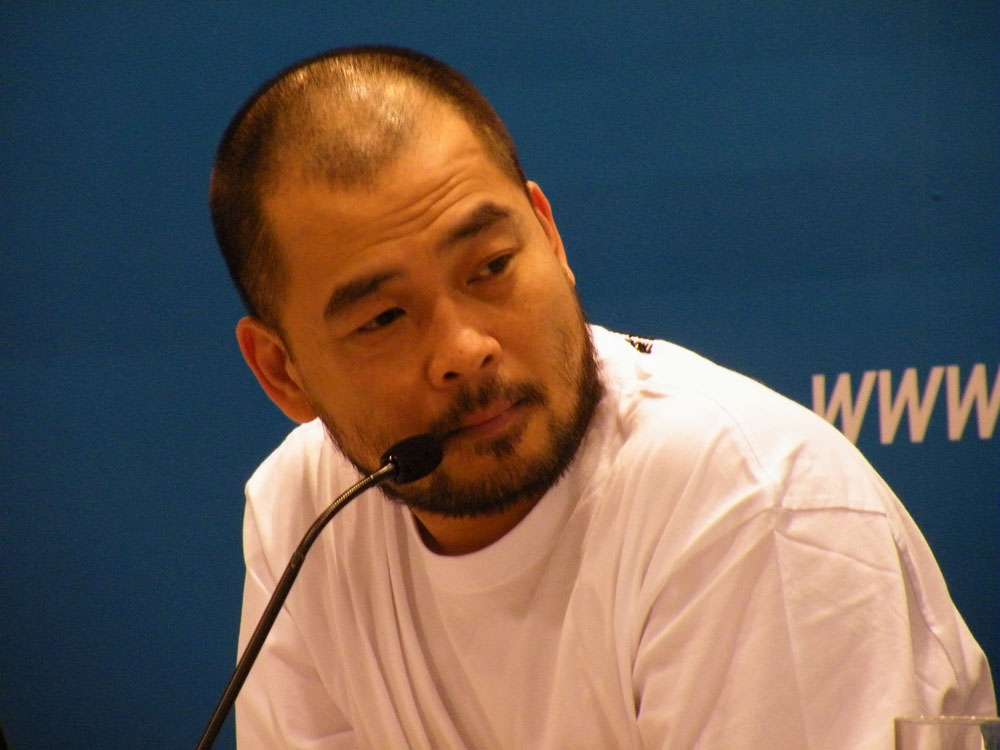
葛民輝出席2008香港創新科技及設計博覽主題講座

葛民輝的父親為一名泥頭車司機。葛民辉在荃灣福來邨長大，家中排行第四，儿童时代的昵称为“扁鼻”（由邻居太太所起）。他曾就讀大窩口寶血會德貞小學上午校，並在1979年畢業。同屆同學有前歌手黃寶欣。後於1984年在九龍華仁書院畢業，然後在明愛白英奇專業學校修讀設計，並認識林海峰。1986年畢業後再轉到李惠利工業學院夜校就讀，後在時裝設計師Walter Ma橱窗設計師，及後與林海峰一同在Esprit任時裝售貨員及橱窗設計師。1988年3月21日與林海峰二人兼職加入商業電台任DJ，更組成組合軟硬天師，葛民輝當時稱為「軟天師」。早期葛民輝主要報告交通消息，以“馬路天使 葛of the road”為名以輕鬆的手法為聽眾熟悉。
其後，軟硬天師在叱吒903主持過多個受歡迎的電台節目，包括《老人院時間》等。後兩人曾在TVB主持節目《軟硬製造》。

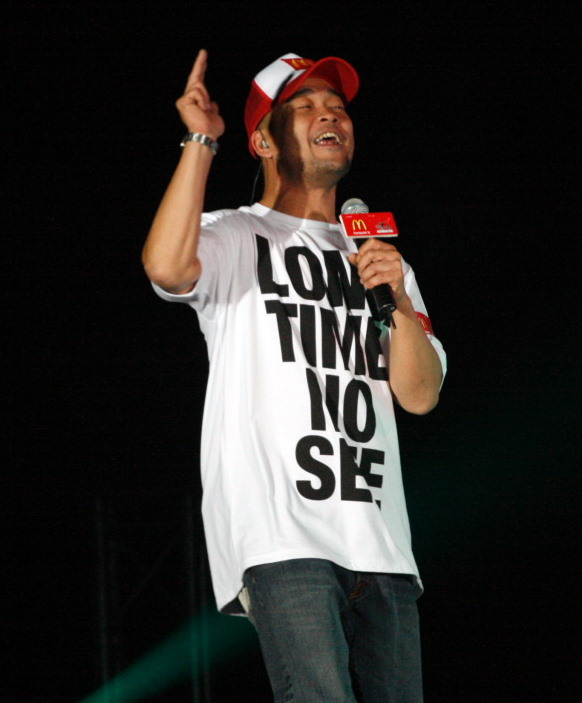
葛民輝穿著"Long Time No See"演唱會的紀念T恤，出席公開活動

1990年代後期，葛民輝與林海峰分開發展，有傳二人不和的消息。葛民輝個人發展後主力拍攝電影，95年憑《三個相愛的少年》獲金像獎最佳男主角提名，另外也有在笑片中演出，並晉身導演，1998年首次執導電影《初纏戀后的二人世界》，獲得香港電影金像獎及金馬獎最佳原創電影音樂獎。其并在同年與其好友張學友共同嘗試錄製一首r&b曲風歌曲《老是一件令人回味的事》，并由其親自填詞，成為香港樂壇最早的r&b曲風嘗試之一。後自資拍攝電影《龍火》為無國界醫生籌款。他亦推出過《朱八戒大話西遊》攝影集。
葛民輝是香港潮流界的代表人物之一，有不少追隨者。1994年，葛民輝與草蜢的蔡一智合作，成立設計公司Double X Workshop，亦曾以“FM Union”品牌製作電台節目。1999年在香港開設日本品牌A Bathing Ape的專門店，其後結束。2000年科網熱潮時葛民輝曾與show8.com合作，開設網上電台 3by8.com，並設影像廣播。與多位香港及日本設計師份屬好友。後來又曾與香港時裝零售集團I.T合作。
葛民輝於2003年再度回歸商業電台，與理工大學副教授何國良、前電視台實習記者朱薰、與及強生主持晨早節目《亂噏廿三》，2005年於商業一台與林海峰之弟林曉峰主持節目《嘈喧巴巴閉九九九唔搭八》，後來因不和而各自主持節目，及後於商業電台第一台雷霆881主持午間點唱節目《久久久但願人長久》至2014年5月20日。在2005年林海峰的《林海峰是但噏發花癲》棟篤笑中，葛民輝提到他將會與林海峰和達明一派在2007年舉行聯合表演。而在2006年，林海峰和葛民輝二人則再度以組合形式進行一連串合作計劃，包括在七月末至八月初期間於香港紅磡體育館舉辦"Long Time No See"演唱會，重組軟硬天師。
其後推出自己的潮流服裝品牌4A。

## 演出作品

### 電影
- 1990年：《小心間諜》
- 1990年: 《漫畫奇俠》
- 1990年：《小男人週記 II 錯在新宿》飾 送花仔
- 1991年：《豪門夜宴》
- 1993年：《城市獵人》
- 1994年：《新同居時代》
- 1994年：《仙人掌》
- 1994年：《三個相愛的少年》飾 九姑娘
- 1995年：《新烏龍院2無敵反斗星》飾 阿甘
- 1995年：《賭聖2：街頭賭聖》飾 葛Bless You
- 1995年：《整蠱王》飾 劉血
- 1995年：《廟街故事》飾 阿蟹
- 1995年：《富貴人間》
- 1995年：《花月佳期》飾 小蝦米
- 1995年：《無敵反斗星》
- 1996年：《偷偷愛你》飾 嚴西聰
- 1996年：《百分百感覺》飾 許樂
- 1996年：《港督最後一個保鏢》飾 陸葛
- 1996年：《四面夏娃》飾 丈夫
- 1996年：《百分百啱Feel》 飾 怪獸
- 1997年：《算死草》飾 何歡
- 1997年：《初纏戀後的2人世界》
- 1997年：《天才與白癡》飾 白痴輝
- 1997年：《超級無敵追女仔》
- 1997年：《愛情Amoeba》
- 1997年：《憨星先生》
- 1998年：《超級整蠱霸王》飾 荷蘭叻
- 1998年：《行運一條龍》飾 阿福
- 1999年：《星願》飾 天堂使者
- 1999年：《失業皇帝》飾 朱晶
- 1999年：《玻璃樽》飾 路人
- 2000年：《一見鍾情》
- 2000年：《茱麗葉與梁山伯》飾 方師傅
- 2000年：《特警新人類2》
- 2001年：《百分百感覺2》飾 程朗
- 2001年：《買凶拍人》飾 王英豪（阿Bart）
- 2002年：《男人四十》
- 2002年：《天下無雙》
- 2002年：《賤精先生》飾 大舊
- 2003年：《絕種鐵金剛》飾  Dr.Donno
- 2003年：《地下鐵》
- 2003年：《愛火花》飾 耶蘇
- 2003年：《絕種好男人》飾 Pizza仔
- 2003年：《大丈夫》客串 電梯男子
- 2004年：《A1頭條》飾 馬仔
- 2004年：《蝴蝶》
- 2004年：《鬼馬狂想曲》飾 掃街茂
- 2006年：《天行者》飾 許智良
- 2006年：《打雀英雄傳》飾 葛和青
- 2007年：《甜心粉絲王》飾 蘇式
- 2010年：《抱抱俏佳人》飾 Joe
- 2014年：《失戀急讓》客串
- 2015年：《港囧》飾 老警察
- 2017年：《小男人週記3之吾家有喜》飾 街市保安員
- 2017年：《29+1》飾 的士司機
- 2018年：《女王撞到正》
- 2019年：《入鐵籠》飾 雷Sir
- 2023年：《陰目偵信》飾 紙扎陳
- 2023年：《夜校》飾 戴耀一
- 2024年：《填詞L》飾 羅穎詩之父

### 電視劇集
- 2001年：《祖先開眼》 飾 Leslie
- 2002年：《齊天大聖孫悟空》 飾  天蓬元帥／豬八戒
- 2005年：《新聊齋誌異》小倩單元 飾 燕赤霞
- 2007年：《補習天后》飾 葛禮時（Morris）
- 2016年：《瑪嘉烈與大衛系列 綠豆》飾 林家聲（客串）
- 2018年：《VR驅魔人》 飾 華Dee
- 2021年：《無限斜棟有限公司》飾 毛賴明

## 配音作品
※粗體表示者為作品中的主角或要角
*已知於片中有演唱的角色在角色名後會加上♪符號

### 動畫
| 播映年份 | 作品名稱                   | 配演角色        | 備註     |
| -------- | -------------------------- | --------------- | -------- |
| 2010     | 反斗車王闖天關：哨牙嘜外傳 | 哨牙嘜（拖線）♪ | 短篇版本 |
| 2015     | 反斗車王闖天關             | 哨牙嘜（拖線）♪ | 短篇版本 |

### 劇場版／動畫電影
| 首播年份 | 動畫名稱     | 配演角色                     | 備註       |
| -------- | ------------ | ---------------------------- | ---------- |
| 1990     | 魔女宅急便   | 吉吉                         |            |
| 1997     | 小倩         | 十方                         | 粵語公映版 |
| 1998     | 花木蘭       | 木須                         |            |
| 2005     | 超人特工隊   | E夫人                        |            |
| 2006     | 反斗車王     | 哨牙嘜（拖線）               |            |
| 2006     | 狼羊物語     | 卡夫                         |            |
| 2007     | 羅拔神奇家族 | 鐵人阿四、超能叔叔、大寶細寶 |            |
| 2010     | 毛百萬       | 迷你翁                       |            |
| 2011     | 反斗車王2    | 哨牙嘜（拖線）               |            |

### 電影
| 首播年份 | 動畫名稱       | 配演角色         | 角色演员 | 備註       |
| -------- | -------------- | ---------------- | -------- | ---------- |
| 2009     | 反轉豬腩是王子 | 大木琢郎（豬郎） | 塚地武雅 | 粤语公映版 |

## 電視節目
- 《星光伴我行》
- 《英格蘭四強球會朝聖之旅》
- 《2004年歐洲國家盃》
- 2008年：《亮相》
- 2010年：《為食一條街》
- 2011年：《吹水同鄉會》
- 2013年：《葛民輝High High人生》（有線電視）
- 2018年：《兒嬉立法會》（香港開電視）

## 表演
- 1989年：《軟硬天師軟硬Show》
- 1993年：《軟硬天師我地支持你音樂會》
- 2006年7月27日-8月5日：《軟硬天師-Long Time No See》
- 2012年10月24日-11月4日：《草蜢森巴大戰軟硬Fans演唱會2012 GHVSSH》
- 2014年1月23日-1月26日, 1月28日-1月31日︰《麥當勞麥麥嘻麥麥哈 軟硬heHA Opera》
- 2024年8月3日：《軟硬天師拉闊音樂會》

## 舞台劇
- 2014年：《笑之大學》軟硬版[3]
- 2024年：《Di-Dar音樂劇場》[4]

## 幕後作品
導演電影：
- 1996《四面夏娃》
- 1997《初纏戀后的二人世界》
- 2000《龍火》
- 2007《甜心粉絲王》

導演MV：
- 2005《天堂 - 光良》

剪輯：
- 1996《四面夏娃》

## 獎項

### 香港電影金像獎
| 年份   | 領獎典禮             | 獎項       | 片名               | 角色   | 結果 |
| ------ | -------------------- | ---------- | ------------------ | ------ | ---- |
| 1995年 | 第14屆香港電影金像獎 | 最佳男主角 | 《三個相愛的少年》 | 九姑娘 | 提名 |
| 1995年 | 第14屆香港電影金像獎 | 最佳男配角 | 《新同居時代》     | 阿強   | 提名 |
| 1996年 | 第15屆香港電影金像獎 | 最佳男配角 | 《花月佳期》       | 細蝦   | 提名 |

### 金馬獎
| 年份   | 領獎典禮     | 獎項         | 片名           | 角色 | 結果 |
| ------ | ------------ | ------------ | -------------- | ---- | ---- |
| 1994年 | 第31屆金馬獎 | 最佳男配角獎 | 《新同居時代》 | 阿強 | 提名 |
| 2004年 | 第41屆金馬獎 | 最佳男配角獎 | 《A-1頭條》    | 馬仔 | 提名 |

### 香港舞台劇獎
| 年份   | 領獎典禮           | 獎項                    | 片名                   | 角色 | 結果 |
| ------ | ------------------ | ----------------------- | ---------------------- | ---- | ---- |
| 2015年 | 第24屆香港舞台劇獎 | 最佳男主角（喜劇/鬧劇） | 《笑の大学》（軟硬版） | 樁一 | 提名 |
| 2025年 | 第33屆香港舞台劇獎 | 最佳男配角（喜劇/鬧劇） | 《Di-Dar》             | 校長 | 獲獎 |

## 外部連結
- Double X Workshop 香港時尚雜誌-貿發網 （页面存档备份，存于）
- ERIC KOT in pinkwork (sound & video) （页面存档备份，存于）
- 火鍋約會葛民輝[永久]